# Dysphania auroguttata
Dysphania auroguttata là một loài bướm đêm trong họ Geometridae.